# Bertil Matérn
Bertil Matérn (18 mai 1917−6 novembre 2007) est un statisticien, professeur au Collège de foresterie (Skogshögskolan (sv)) de Suède et à l'Université suédoise des sciences agricoles. Il a travaillé sur les variables régionalisées, et son nom est associé au variogramme de Matérn.